# SIKE1
SIKE1 (англ. Suppressor of IKBKE 1) – білок, який кодується однойменним геном, розташованим у людей на 1-й хромосомі. Довжина поліпептидного ланцюга білка становить 207 амінокислот, а молекулярна маса — 23 721.
| 10         |  | 20         |  | 30         |  | 40         |  | 50         |
| ---------- |  | ---------- |  | ---------- |  | ---------- |  | ---------- |
| MSCTIEKILT |  | DAKTLLERLR |  | EHDAAAESLV |  | DQSAALHRRV |  | AAMREAGTAL |
| PDQYQEDASD |  | MKDMSKYKPH |  | ILLSQENTQI |  | RDLQQENREL |  | WISLEEHQDA |
| LELIMSKYRK |  | QMLQLMVAKK |  | AVDAEPVLKA |  | HQSHSAEIES |  | QIDRICEMGE |
| VMRKAVQVDD |  | DQFCKIQEKL |  | AQLELENKEL |  | RELLSISSES |  | LQARKENSMD |
| TASQAIK    |  |            |  |            |  |            |  |            |

A: Аланін

C: Цистеїн

D: Аспарагінова кислота

E: Глутамінова кислота

F: Фенілаланін

G: Гліцин

H: Гістидин

I: Ізолейцин

K: Лізин

L: Лейцин

M: Метіонін

N: Аспарагін

P: Пролін

Q: Глутамін

R: Аргінін

S: Серин

T: Треонін

V: Валін

W: Триптофан

Задіяний у такому біологічному процесі, як альтернативний сплайсинг. 
Локалізований у цитоплазмі.